# Нарсісо Орельяна
Нарсісо Орельяна (ісп. Narciso Orellana, нар. 28 січня 1995) — сальвадорський футболіст, півзахисник клубу «Альянса» та національної збірної Сальвадору.

## Клубна кар'єра
У дорослому футболі дебютував 2013 року виступами за команду клубу «Ісідро Метапан». 4 серпня 2013 року в матчі проти «Санта-Текла» він дебютував у чемпіонаті Сальвадору. 17 серпня 2014 року в поєдинку проти клубу УЕС Нарсісо забив свій перший гол за команду. У складі клубу Орельяна тричі виграв чемпіонат, взявши участь у 160 матчах чемпіонату. Більшість часу, проведеного у складі «Ісідро Метапан», був основним гравцем команди.
До складу клубу «Альянса» приєднався влітку 2017 року. 

## Виступи за збірні
Протягом 2015—2014 років залучався до складу молодіжної збірної Сальвадору. На молодіжному рівні зіграв у 8 офіційних матчах.
30 серпня 2014 року дебютував в офіційних іграх у складі національної збірної Сальвадору в товариському матчі проти збірної Домініканської Республіки. 
2015 року в складі збірної Орельяна взяв участь у розіграші Золотого Кубка КОНКАКАФ. На турнірі він був запасним і на поле так і не вийшов. Проте вже на наступному Золотому кубку КОНКАКАФ 2017 року в США Нарсісо був основним гравцем, зігравши у всіх чотирьох матчах.
Наразі[коли?] провів у формі головної команди країни 14 матчів.

## Досягнення
- Чемпіон Сальвадору: Апертура 2013, Клаусура 2014, Апертура 2014